# Dimpaltenga
Ne doit pas être confondu avec Dimpaltenga-Peulh.
Dimpaltenga est une localité située dans le département de Koupéla de la province du Kouritenga dans la région Centre-Est au Burkina Faso. 

## Éducation et santé
Le village possède une école primaire publique.